# السربة (خيران المحرق)

تعديل مصدري - تعديل

السربة هي إحدى قرى عزلة بنى حملة بمديرية خيران المحرق التابعة لمحافظة حجة، بلغ تعداد سكانها 413 نسمة حسب تعداد اليمن لعام 2004.